# Ba Lan trong Chiến tranh thế giới thứ nhất
Trong Thế chiến I không tồn tại một quốc gia Ba Lan độc lập, với vị trí địa lý nằm giữa các cường quốc tham chiến, có nghĩa là nhiều trận chiến và tổn thất về người, của cải đã xảy ra trên vùng đất Ba Lan từ năm 1914 đến 1918.
Khi Thế chiến I bắt đầu, lãnh thổ Ba Lan được phân chia trong Hiệp định phân chia giữa Đế quốc Áo Hung, Đế quốc Đức và Đế quốc Nga, và trở thành nơi diễn ra nhiều trận chiến tron Mặt trận phía Đông trong Thế chiến I.
Chiến tranh kết thúc, sau sự sụp đổ các Đế quốc Nga, Đức, Áo-Hung, Ba Lan trở thành quốc gia độc lập.

## Tam Đế quốc chia rẽ

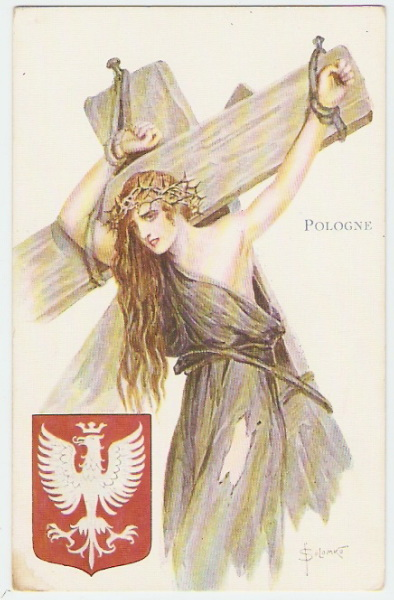
Bưu thiếp Pháp đương đại của Sergey Solomko

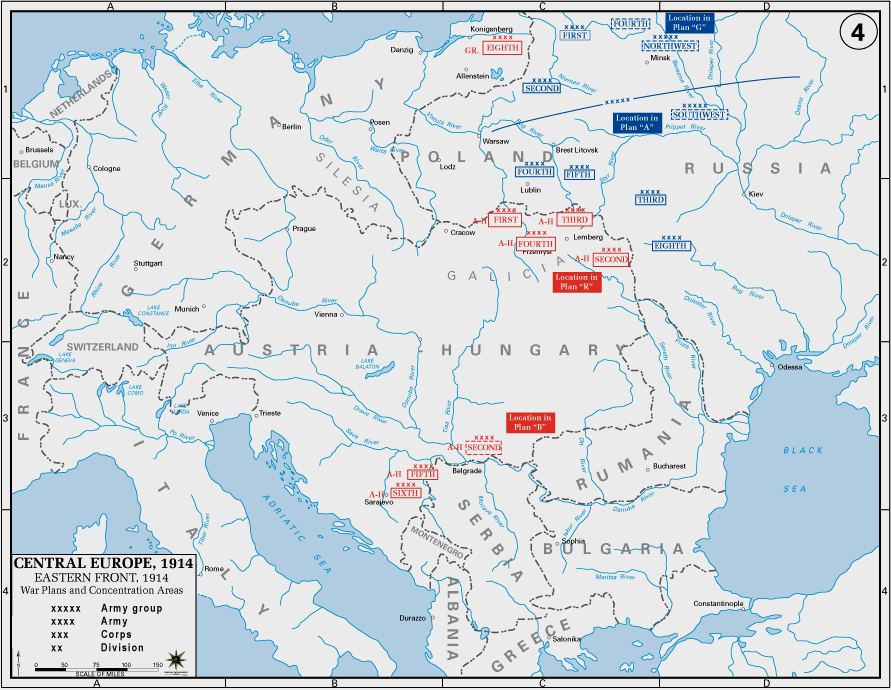
Mặt trận phía Đông trước khi Thế chiến I bùng nổ năm 1914. Các lãnh thổ Ba Lan nằm ở phần phía bắc mặt trận. Đáng chú ý, toàn bộ biên giới Đức-Nga và biên giới phía bắc Áo-Nga đều đi qua những vùng đất đó.

Đại tá Józef Piłsudski cùng sĩ quan mặt trận trước Dinh Thống đốc tại Kielce, 1914

Chiến tranh đã chia rẽ ba Đế quốc đang chia cắt Ba Lan, Nga là quốc gia bảo hộ Serbia và là đồng minh của Đế quốc Anh và Pháp chống lại Đức và Áo Hung, là các thành viên lãnh đạo Liên minh Trung tâm.

## Mục tiêu Đế quốc
Hoàn cảnh chia rẽ giữa các Đế quốc tạo ra đòn bẩy chính trị cho Ba Lan khi cả hai phe đều cam kết nhượng địa và quyền tự trị trong tương lại đổi lấy lòng trung thành và những tân binh Ba Lan.
Áo muốn sát nhập vùng lãnh thổ Privislinsky Krai vào lãnh thổ Galicia của mình, vì vậy ngay cả trước khi chiến tranh nổ ra, Áo đã cho phép các tổ chức dân tộc chủ nghĩa được thành lập tại đây (như, Związek Strzelecki).
Nga công nhận quyền tự trị Ba Lan và cho phép thành lập Ủy ban Quốc gia Ba Lan, được phía Nga hỗ trợ. Ngoại trưởng Nga Sergei Sazonov đề xuất thành lập Vương quốc Ba Lan tự trị với chính quyền riêng biệt, tự do tôn giáo và ngôn ngữ Ba Lan được sử dụng trong trường học và chính quyền. Ba Lan sẽ nhận được khu vực phía đông lãnh thổ Poznań, năm Silesia và tây Galicia.
Khi chiến tranh vào giai đoạn bế tắc kéo dài, vấn đề tự trị Ba Lan càng trở nên cấp thiết hơn. Roman Dmowski đã trải qua những năm chiến đấu ở Tây Âu, với hy vọng thuyết phục phe Đồng minh thống nhất các vùng đất Ba Lan dưới sự cai trị của Nga như một bước đầu tiên tiến tới giải phóng.
Vào tháng 6 năm 1914, Józef Piłsudski đã dự đoán chính xác rằng chiến tranh sẽ hủy hoại cả ba bên phân chia Ba Lan, một kết luận thường được coi là khó xảy ra trước năm 1918.  Piłsudski đã thành lập Quân đoàn Ba Lan đễ hỗ trợ phe Liên minh Trung tâm đánh bại Nga như là bước ban đầu hướng tới độc lập hoàn toàn cho Ba Lan. Theo Prit Buttar, "Khi chiến tranh nổ ra, Piłsudski cam kết lực lượng của mình hỗ trợ mục tiêu của Áo-Hung, tin rằng cơ hội độc lập tốt nhất của Ba Lan nằm ở chiến thắng phe Liên minh Trung tâm trước Nga, sau đó là sự thất bại phe Liên minh Trung tâm trước Pháp và Anh. Ông đã nói chuyện bí mật với các cường quốc phương Tây, đảm bảo với họ rằng người của ông sẽ không bao giờ chiến đấu chống lại họ, chỉ chống lại người Nga.":400–401
Các lực lượng Đức xâm lược đã gặp phải sự thù địch và mất lòng tin. Không giống như lực lượng Napoléon một thế kỷ trước, người Ba Lan không coi Đức là những người giải phóng.
Quân Nga đã rút quân, không gặp phải sự quấy rối nào trên đường rút lui. Đối với Ba Lan, Nga tại thời điểm đó được coi là "của chúng ta", do quá trình tự do hóa diễn ra ở Đế quốc Nga sau Cách mạng Nga năm 1905. Điều này trái ngược với Đức, thông qua các hành động không ngừng Đức hóa người Ba Lan trong lãnh thổ Đức, bãi khóa Września, đàn áp nền giáo dục Ba Lan ở Pomerania và Poznań, và vào năm 1914 phá hủy Kalisz gia tăng tình cảm thân Nga và chống Đức. Thái độ này khiến Piłsudski theo định hướng Áo lâm nguy. Chỉ đến cuối mùa hè năm 1915, sau chính sách hà khắc cướp bóc đất đai, thiện cảm của người Ba Lan dành cho Nga mới suy giảm.
Theo Prit Buttar, sau năm giao tranh đầu tiên vào năm 1914, "Những người đau khổ nhất là những người không có quân đội quốc gia phục vụ cho mục tiêu của họ: người Ba Lan. Phần lớn Ba Lan ở phía tây Warsaw đã bị biến thành chiến trường, và các khu vực rộng lớn đã bị quân Đức cố tình tàn phá trong thời gian họ rút lui khỏi Vistula.  Bị người Đức, người Nga cũng như người Áo-Hung khinh thường, người Ba Lan chỉ có thể chịu đựng qua một mùa đông lạnh giá trong các thị trấn và làng mạc đổ nát, và hy vọng một điều tốt đẹp hơn tương lai."

## Vương quốc Ba Lan (1916–1918)
Năm 1916, với nỗ lực tăng cường sự ủng hộ Ba Lan đối với Liên minh Trung tâm và xây dựng quân đội Ba Lan, Hoàng đế Đức và Hoàng đế Áo tuyên bố rằng một quốc gia mới gọi là Vương quốc Ba Lan sẽ được thành lập. Vương quốc mới trên thực tế là một chính quyền bù nhìn dưới sự kiểm soát quân sự, kinh tế và chính trị của Đế chế Đức. Lãnh thổ Ba Lan được lập ra sau chiến tranh chỉ là một phần nhỏ của Khối thịnh vượng chung cũ, tức là lãnh thổ Vương quốc Ba Lan (Privislinsky Krai), với khoảng 30,000 km2 khu vực phía tây sẽ bị Đức sáp nhập. Dân số Ba Lan và Do Thái ở những khu vực đó đã bị trục xuất và thay thế bởi thực dân Đức. Hội đồng Nhiếp chính được thành lập để chuẩn bị cho việc này, thành lập một Chính phủ đầu tiên, và phát hành tiền tệ, được gọi là mark Ba Lan. Tuy nhiên, những nỗ lực Đức nhằm tạo ra một đội quân phục vụ Liên minh Trung tâm đã thất bại vì thiếu những quân tình nguyện được mong đợi cho mục tiêu của Đức.
Sau khi hòa bình ở phía Đông được đảm bảo bởi Hiệp ước Brest-Litovsk, Đức và Áo-Hungary bắt đầu chính sách thành lập một "Mitteleuropa" ("làTrung Âu") và vào ngày 5 tháng 11 năm 1916, tuyên bố rằng nhà nước bù nhìn Vương quốc có thể được lập ra.

## Chiến trường

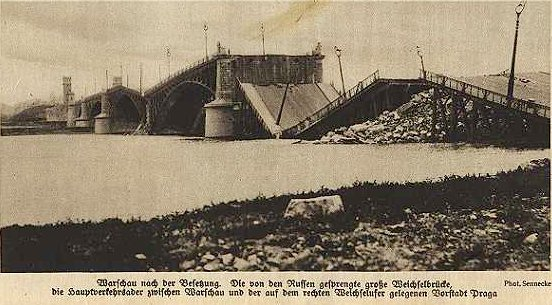
Cầu Poniatowski tại Warsaw sau khi bị Quân đội Nga rút lui cho nổ tung vào năm 1915.

Vương quốc Ba Lan bị chiếm đóng trong Thế chiến thứ nhất

Phần lớn các cuộc giao tranh khốc liệt trên Mặt trận phía Đông của cuộc chiến diễn ra trên lãnh thổ quốc gia Ba Lan trước đây. Năm 1914, các lực lượng Nga đã tiến rất gần đến Kraków trước khi bị đánh bật lại. Mùa xuân năm sau, giao tranh ác liệt xảy ra xung quanh Gorlice và Przemyśl, phía đông Kraków ở Galicia. 
Năm 1915, tại các khu vực lãnh thổ Ba Lan quân đội Đế quốc Nga rút lui và bỏ hoang, cố gắng bắt chước chính sách tiêu thổ năm 1812; Nga cũng đuổi và trục xuất hàng trăm nghìn cư dân bị nghi ngờ hợp tác với phe Trung tâm. Đến cuối năm 1915, quân Đức đã chiếm toàn bộ khu vực Ba Lan thuộc Nga, bao gồm cả Warsaw.
Năm 1916, Nga mở một cuộc tấn công vào Galicia làm trầm trọng thêm tình hình vốn đã tuyệt vọng của dân thường trong vùng chiến sự; khoảng 1 triệu người Ba Lan tị nạn chạy trốn về phía đông sau chiến tuyến của Nga trong chiến tranh. Mặc dù cuộc tấn công của Nga năm 1916 đã khiến quân Đức và Áo bị bất ngờ, nhưng thông tin liên lạc và hậu cần kém đã ngăn cản quân Nga tận dụng tối đa tình hình.

Đến năm 1916, khoảng 2 triệu người Ba Lan đã nhập ngũ vào quân đội ba đế quốc đang chia cắt Ba Lan. 450,000 binh sĩ Ba Lan đã chết và gần một triệu người bị thương khi chiến đấu trong quân đội Nga, Áo và Đức. Vài trăm nghìn thường dân Ba Lan bị chuyển đến các trại lao động ở Đức, và 800,000 người bị quân đội Nga hoàng trục xuất sang phía Đông. Các chiến lược rút lui tiêu thổ của cả hai bên khiến phần lớn khu vực chiến sự không thể ở được. Tổng số người chết từ năm 1914–18, quân sự và dân sự, trong biên giới 1919–1939, được ước tính là 1,128,000 người. Khoảng 1,800,000 tòa nhà và và một nửa số cây cầu đã bị phá hủy. Sản lượng sản xuất giảm xuống 20% so với năm 1913 và ngành công nghiệp Ba Lan bị thiệt hại ước tính khoảng 73 tỉ Franc Pháp. Trưởng ban cứu tế người Anh đã mô tả tình hình ở Ba Lan sau Thế chiến thứ nhất như sau:
Quốc gia này...đã trải qua bốn hoặc năm cuộc chiếm đóng của các đội quân khác nhau, mỗi đội quân đều chiếm đóng đất đai để lấy nguồn cung cấp. Hầu hết các ngôi làng đã bị đốt cháy bởi người Nga và cuộc rút lui của họ (trong năm 1915); đất đai đã bị bỏ hoang trong bốn năm và đã bị cả người Đức và người Bolshevik lấy sạch gia súc, ngũ cốc, ngựa và máy móc nông nghiệp. Dân số ở đây sống bằng rễ cây, cỏ, quả sồi và cây thạch nam. Bánh mì bao gồm những thành phần đó, có lẽ chỉ có khoảng 5% bột lúa mạch đen...

Tình trạng suy dinh dưỡng và bệnh tật lan rộng đã làm tăng tỷ lệ tử vong, trong khi nhiều khu vực ở Đông Ba Lan bị ảnh hưởng bởi nạn đói.

## Đội hình quân sự
| Đức | Áo-Hung | Pháp ("Lam quân") | Nga                                                         | Nga                                     |
| Đức | Áo-Hung | Pháp ("Lam quân") | Quân đoàn I Ba Lan                                          | Quân đoàn II Ba Lan                     |
| --- | --- | --- | ----------------------------------------------------------- | --------------------------------------- |
| - Sư đoàn 10 - Sư đoàn 35 - Sư đoàn 119 - Sư đoàn 121 - Sư đoàn 214 - Sư đoàn 235 - Sư đoàn Dự bị 5 - Sư đoàn Dự bị 46 - Sư đoàn Dự bị 47 | - Lữ đoàn I - Lữ đoàn II - Lữ đoàn III - Trung đoàn Uhlan 1 - Trung đoàn Uhlan 2 - Trung đoàn Uhlan 3 - Trung đoàn Uhlan 4 - Trung đoàn Uhlan 6 - Trung đoàn Uhlan 7 - Trung đoàn Uhlan 8 - Trung đoàn Uhlan 13 | - Sư đoàn bộ binh 1 - Sư đoàn bộ binh 2a - Sư đoàn bộ binh 3a - Sư đoàn bộ binh 6a - Sư đoàn bộ binh 7a ^a Được thành lập sau Hiệp định đình chiến. | - Sư đoàn bộ binh 1 - Sư đoàn bộ binh 2 - Sư đoàn bộ binh 3 | - Sư đoàn bộ binh 4 - Sư đoàn bộ binh 5 |

## Phục hồi độc lập
Năm 1917, hai sự kiện riêng biệt đã thay đổi hoàn toàn tính chất cuộc chiến và dẫn tới con đường tái lập Ba Lan. Hoa Kỳ tham gia cuộc chiến gia nhập phe Đồng minh, trong khi một quá trình biến động Cách mạng đã làm suy yếu Đế quốc Nga và sau đó rút bỏ quân Nga khỏi Mặt trận phía Đông, cuối cùng đã đưa những người Bolshevik lên nắm quyền tại Nga. Sau khi cuộc tiến công cuối cùng của Nga vào Galicia thất bại vào giữa năm 1917, quân Đức lại tiếp tục tấn công; quân đội cách mạng Nga không còn là một nhân tố, và Nga buộc phải ký Hiệp ước Brest-Litovsk, theo đó Nga Xô viết nhượng lại tất cả các vùng đất trước đây của Ba Lan cho phe Liên minh Trung tâm.
Việc Nga rút khỏi phe Đồng minh đã cho phép tự do thực hiện lời kêu gọi của Woodrow Wilson, Tổng thống Hoa Kỳ, biến cuộc chiến thành một cuộc thập tự chinh nhằm truyền bá dân chủ và giải phóng người Ba Lan cũng như các dân tộc khác khỏi ách thống trị của phe Liên minh Trung tâm. Điểm thứ mười ba trong số Mười bốn Điểm đã chấp nhận sự tái lập Ba Lan như một trong những mục tiêu chính của Thế chiến I. Dư luận Ba Lan được kết tinh ủng hộ mục tiêu của phe Đồng minh.
Józef Piłsudski đã trở thành một anh hùng nổi tiếng khi Berlin bỏ tù ông vì tội bất tuân lệnh. Đồng minh đã phá vỡ sự kháng cự cuối cùng của phe Liên minh Trung tâm vào mùa thu năm 1918, dẫn tới chế độ quân chủ Habsburg tan rã và chính phủ đế quốc Đức sụp đổ. Vào tháng 10 năm 1918, chính quyền Ba Lan tiếp quản Galicia và Cieszyn Silesia. Vào tháng 11 năm 1918, Piłsudski được những người cách mạng thả khỏi nơi giam giữ ở Đức và trở về Warsaw. Khi ông trờ về, vào ngày 11 tháng 11 năm 1918, Hội đồng nhiếp chính Vương quốc Ba Lan trao toàn quyền cho ông và Piłsudski nắm quyền kiểm soát quốc gia mới được thành lập với tư cách là Quốc trưởng lâm thời. Chẳng bao lâu sau đó, tất cả các chính quyền địa phương được thành lập trong những tháng cuối cùng cuộc chiến đã cam kết trung thành với chính quyền trung ương Warsaw. Ba Lan độc lập, đã bị xóa bỏ trên bản đồ châu Âu trong 123 năm, nay đã được tái lập.
Nhà nước mới được thành lập ban đầu bao gồm Privislinsky Krai, Tây Galicia (với Lwów bị người Ukraina bao vây) và một phần Cieszyn Silesia.